# Січневе повстання 1958 року у Венесуелі

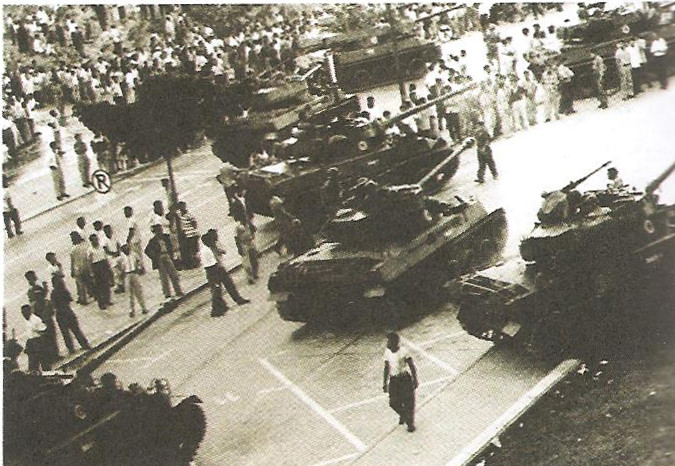

Січневе повстання 1958 року у Венесуелі, відоме також як Державний переворот 23 січня 1958 року, Військово-цивільне повстання в січні 1958 року або усунення генерала Маркоса Переса Хіменеса (ісп. La insurrección de enero,  Golpe de Estado del 23 de enero de 1958, Rebelión cívico-militar de enero de 1958 o el Derrocamiento del General Marcos Pérez Jiménez) — масовий народний рух у Венесуелі проти диктатури генерала Маркоса Переса Хіменеса, організований опозиційними партіями та підтриманий венесуельською армією. Призвело до падіння військового режиму та відновлення в країні представницької демократії.

## Диктатура Маркоса Переса Хіменеса

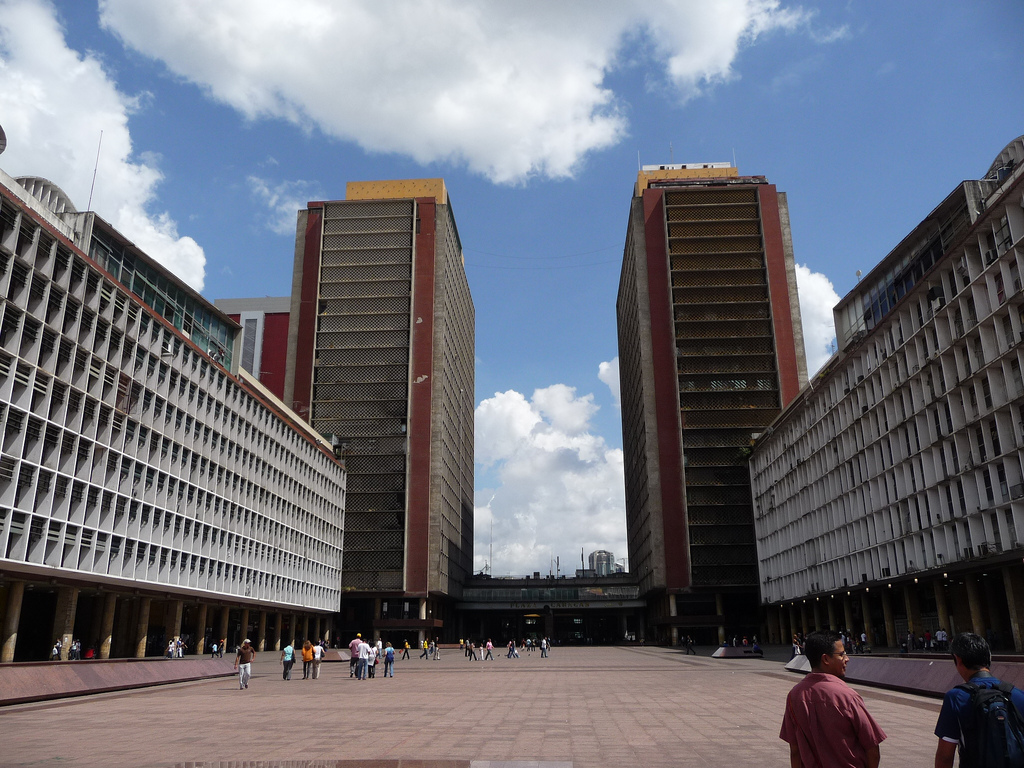
Центр Симона Болівара в Каракасі, збудований за часів правління Переса Хіменеса

1952 року один з організаторів військового перевороту 24 листопада 1948 року, член урядової хунти й міністр оборони генерал Маркос Перес Хіменес став тимчасовим, а 1953 року й повноправним президентом Венесуели. В країні закріпився репресивний військовий режим, який у своїй практиці поєднував придушення опозиційної діяльності із заходами з розвитку економіки та підвищення рівню життя населення. В країні було розгорнуто грандіозне будівництво автострад, комунікацій, житла, промислових об'єктів та громадських будівель. Саме тоді з'явились шосе Каракас — Ла-Гуайра, система електрифікації Ріо-Кароні, Центр Симона Болівара, робітничі квартали «Unidad Residencial El Paraíso» та «Ciudad Tablitas» тощо, безпрецедентні для тогочасної Венесуели, будівлі.
З іншого боку, придушення демократичних свобод, безконтрольне витрачання коштів від продажу нафти та вкрай непопулярний, відверто проамериканський політичний курс спричиняли невдоволення широких шарів суспільства. Десятки тисяч венесуельців вирушили у вигнання до сусідніх країн, а в буцегарнях політичної поліції «Seguridad Nacional», яку очолював Педро Естрада, загинули тисячі опозиціонерів. Сумної відомості набули в'язниці «San Juan de los Morros», «El Obispo», «Cárcel Nueva» в Сьюдад-Боливаре,Трухильо и Ансоатеге
Цей дуалізм диктатури Переса Хіменеса й донині спричиняє суперечки у венесуельському суспільстві, де можна зустріти твердження, що «диктатура Переса Хіменес була кращою, ніж сорок років демократичної представницької системи» (ісп. La dictadura de Pérez Jiménez fue mejor que los más de cuarenta años de sistema democrático representative).

## Протистояння влади й суспільства
Після чотирьох років правління Переса Хіменеса невдоволення його режимом стало пробиватись назовні. 10 лютого 1956 року проти уряду виступили учні ліцею «Fermín Toro» та школи «Escuela Normal Miguel Antonio Caro». За рік, 1 травня 1957 проти диктатури Переса Хіменеса та її політики відкрито виступила й католицька церква. Того дня у Венесуелі на всіх месах було зачитано пасторське послання архієпископа Каракаса Рафаеля Аріаса Бланко «Pastoral del 1 de mayo con motivo de la fiesta de San José Obrero», в якому засуджувались порушення правосуддя і трудового законодавства, а також невиправдане витрачання урядом прибутків від продажу нафти, натомість широкі шари суспільства перебували на межі бідності. Окрім студентів і церкви проти диктатури виступали й венесуельські інтелектуали, й політики, які представляли різні політичні партії, й робітники. Активну підпільну антиурядову діяльність вели Комуністична партія Венесуели, якій удавалось видавати газету «Noticias de Venezuela» й нелегальну «Tribuna Popula», та партія Демократична дія, яка також видавала легальну «Venezuela Democrática» й підпільну «Resistencia». Таким чином, майже весь політичний спектр, від крайньої правиці до лівиці, відтоді відмовляли Маркосу Пересу Хіменесу у підтримці.
14 червня 1957 року партії Демократична дія, Соціал-християнська партія КОПЕЙ та Республіканський демократичний союз сформували для координації дій Патріотичну хунту (ісп. Junta Patriótica) на чолі з журналістом Фабрісіо Охедою. Первинно завдання хунти полягало в тому, щоб не допустити перемоги Переса Хіменеса на президентських виборах 1957 року. Однак опозиційні партії не змогли домовитись щодо кандидатури й обрати між Арнольдо Кабальдоном і Рафаелем Кальдерою, а сам президент ухвалив рішення, яке не тільки зруйнувало плани опозиції, але й поклало край його власній владі.

## Плебісцит 15 грудня 1957 року
У зв'язку з тим, що п'ятирічні президентські повноваження генерала Переса Хіменеса наближались до завершення, 4 листопада 1957 року він повідомив Національному конгресу про намір не проводити загальні вибори, а питання про продовження повноважень винести на плебісцит. На рішення президента зберегти владу, знехтувавши конституцією 1953 року, першими відреагували студенти. 17 листопада почали акції протесту учні Центрального університету Венесуели, до яких приєднався Католицький університет «Андрес Бельйо» (ісп. Universidad Católica Andrés Bello (UCAB)). 19 листопада хвилювання перекинулись на середні навчальні заклади. Тільки 21 листопада, коли поліція та сили безпеки влаштували над студентами жорстоку розправу (згодом день 21 листопада було оголошено «Día del Estudiante» — Днем студента), студентські виступи проти плебісциту були придушені. Проте спокій був нетривалим — 12 грудня, напередодні референдуму, учні ліцеїв та робітники фабрик Каракаса провели страйк . На цьому тлі влада заявила, що плебісцит 15 грудня приніс Пересу Хіменесу близько 82% голосів на користь продовження його повноважень.
Офіційні підсумки референдуму спричинили хвилю обурення у венесуельському суспільстві та не були визнані опозицією. Після того, як 20 грудня 1957 року було оголошено, що Маркос Перес Хіменес здобув всенародну підтримку й залишається президентом до 1963 року, в країні почались заворушення. Навіть серед військовиків, які були опорою президента, багато хто доходив висновку, що подальше протистояння із суспільством є безперспективним та загрожує майбутньому країни. Напередодні нового, 1958 року, стало ясно, що венесуельська армія переживає розкол.

## Перебіг повстання

### Бомбардування президентського палацу
31 грудня 1957 року на військовій авіабазі «Бока-де-Ріо» (Boca de Río) поблизу Маракая та в казармах «Урданета» в Каракасі спалахнуло антиурядове повстання, керівником якого був підполковник Уго Трехо. Вранці 1 січня 1958 року жителі Каракаса були розбуджені виттям військових літаків та вибухами — авіація бази завдавала ударів по столиці. Основним об'єктом авіанальоту був президентський палац «Мірафлорес». Однак армія та флот не підтримали повстанців. Наступного дня, 2 січня, повстанці капітулювали. Коли всіх причетних до змови було викрито й заарештовано, стало зрозуміло, наскільки було поширено невдоволення режимом серед офіцерів усіх трьох видів військ.

### Хроніка січневих подій
Повстання льотчиків сколихнуло суспільство. У столиці та інших містах почали друкуватись і поширюватись найрізноманітніші антиурядові маніфести, підписані людьми всіх політичних поглядів та всіх можливих професій. Особливу активність виявляли учні та викладачі Інженерного коледжу, Венесуельська асоціація журналістів, робітничі союзи та навіть представники інших організацій, які раніше не висловлювали неприязні до диктатури.
- 4 січня — Патріотична хунта на чолі з Фабрісіо Охедою опублікувала маніфест «Народ і армія єдині проти узурпації» (ісп. Pueblo y Ejército unidos contra la usurpación).
- 5 січня — Перес Хіменес провів арешти в армії та заявив про відставки в уряді.
- 7 січня — студенти вийшли на вулиці Каракаса і столицю охопили невпинні антиурядові виступи.
- 9 січня — подали у відставку губернатор і члени уряду столичного Федерального округу[7].
- 10 січня — в країні почались масові виступи, з якими політична поліція вже не могла впоратись[9]. Відтоді на вулиці вийшли жінки та робітники фабрик. В'язниці були переповнені, навчальні заклади закриті, усюди відбувались сутички між маніфестантами та поліцією[11]. Того ж дня військово-морські сили через генерала Ромуло Фернандеса передали президенту вимоги піти назустріч опозиції, якщо він має намір і надалі розраховувати на підтримку флоту[10]. Перес Хіменес негайно провів реорганізацію кабінету[7].
- 11 січня — Перес Хіменес призначив контр-адмірала Вольфганга Ларрасабаля новим командувачем військово-морськими силами Венесуели[12].
- 13 січня — Перес Хіменес провів другу реорганізацію уряду[7] та взяв на себе функції міністра оборони. У підсумку з різних посад було звільнено найбільш одіозних його прибічників, в тому числі й міністра внутрішніх справ Лауреано Вальєнілью Ланса та начальника політичної поліції «Seguridad Nacional» Педро Естраду. Однак це не заспокоїло венесуельське суспільство — опозиція оголосила про створення Військово-цивільного комітету (ісп. Comité Cívico-Militar) для координації антиурядових виступів[7].
- 15 січня — поширено Декларацію інтелектуалів (ісп. Declaración de los intelectuales) з вимогами відновлення демократичних свобод і приходу до влади уряду, дійсно обраного народом[7].
- 16 січня — через студентські заворушення та сутички з поліцією було закрито ліцей «Андрес-Бельйо»[9].
- 21 січня — уряд заявив про запровадження комендантської години[7]. За закликом преси й Патріотичної хунти в країні почався загальний страйк[8][9]. О 12.00 на столичній площі «El Silencio» (Площа Мовчання) величезний натовп маніфестантів було обстріляно поліцією з кулемета. Це спричинило обурення серед армійських офіцерів[9].
- 22 січня — гарнізон Каракаса та військово-морські сили відкрито відмовили Пересу Хіменесу у підтримці. У короткий термін до них приєдналась уся венесуельська армія[10]. Вночі на 23 січня командування збройних сил на чолі з адміралом Ларрасабалем зібралось для обговорення ситуації та висловилось за усунення президента від влади[13].

### 23 січня. Падіння режиму

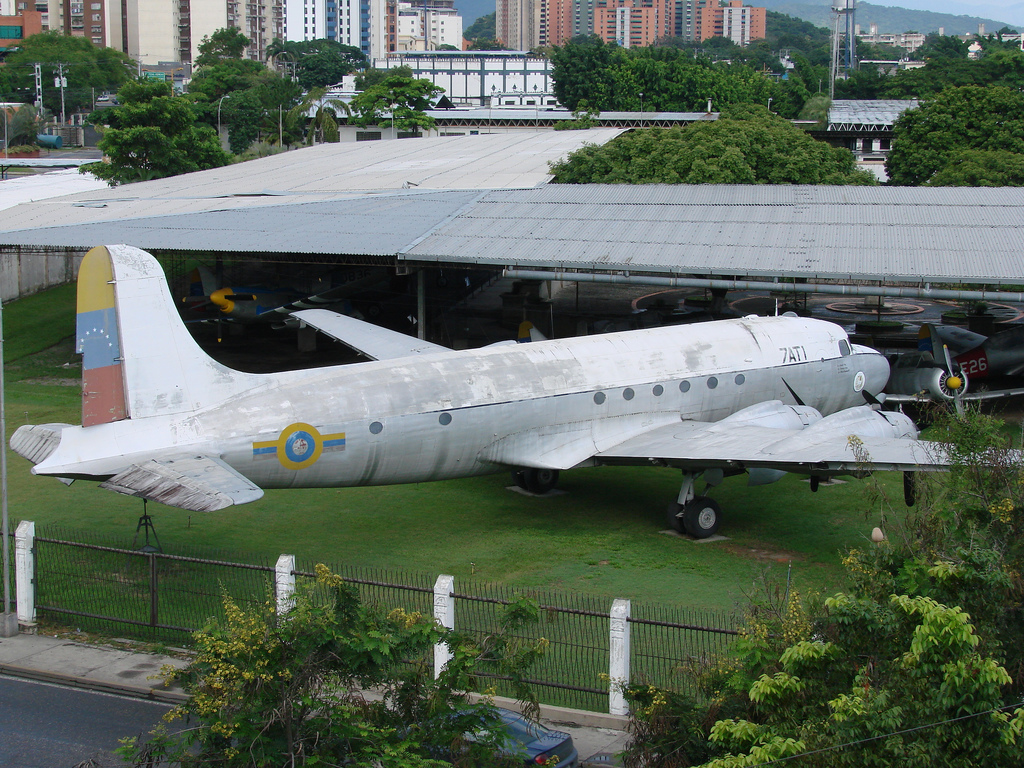
Літак Переса Хіменеса Douglas C-54 Skymaster «Vaca Sagrada» в Музеї аеронавтики в Маракаї

На світанку 23 січня 1958 року Перес Хіменес ухвалив рішення залишити охоплений хвилюваннями Каракас. Із палацу «Мірафлорес» він із родиною та найближчими прибічниками відбув на аеродром «Карлота», звідки президентський авіалайнер «Vaca Sagrada» («Священна корова») доставив його до Сьюдад-Трухільйо (Домініканська Республіка), де один з найбільш одіозних диктаторів того часу Рафаель Трухільйо надав йому політичний притулок. Звістка про втечу диктатора, який ще місяць тому заявляв про свою всенародну підтримку, спричинила шквал радощів у столиці. Армія та поліція швидко втратили контроль над ситуацією, й населення почало громити будинки прибічників Переса Хіменеса, редакцію урядової газети «El Heraldo» і штаб-квартиру політичної поліції «Seguridad Nacional». Деякі офіцери поліції були вбиті на місці. Маси народу прямували з усіх боків до пустого президентського палацу «Мірафлорес» та заповнили його коридори. Невдовзі лідери опозиції та представники армійського командування заявили там про сформування Тимчасової урядової хунти трьох видів військ на чолі з адміралом Вольфгангом Ларрасабалем.

## Венесуела після Переса Хіменеса
Військовий режим адмірала Ларрасабаля вже наприкінці 1958 року провів президентські вибори та повернув країну до цивільного правління. Однак у подальші роки Венесуела пережила громадянську війну та період двопартійної системи чи «пунтофіхізму», за назвою укладеного 31 жовтня 1958 року провідними політичними партіями — Демократична дія, КОПЕЙ та Республіканський демократичний союз — пакту «Punto Fijo», в якому вони взяли на себе зобов'язання бути гарантами конституції. До 1998 року при владі заміняли один одного представники двох основних партій, які представляли вузьке коло політичної та економічної еліти.
Британська «The Guardian» писала 2001 року з приводу смерті Переса Хіменеса: «Його усунення призвело до 40-річного експерименту двопартійної демократії, відомого як Пакт Пунто-Фіхо, який зрештою рухнув до болота корупції та безгосподарності…» (англ. His overthrow led to the establishment of the 40-year experiment in two-party democracy known as the Punto Fijo pact, whose eventual collapse in a morass of corruption and economic mismanagement).
Генерал Маркос Перес Хіменес, визнаний урядом США «ідеальним правителем» Латинської Америки, 1963 року був урядом США виданий владі Венесуели і засуджений там до тривалого ув'язнення. Політичні лідери, які очолювали спільну боротьбу проти його диктатури, невдовзі опинились із різних боків барикад. Керівник комуністичного підпілля Хесус Фаріа, який вісім років просидів у в'язниці за Переса Хіменеса, 1960 знову був кинутий за ґрати. Керівник іншої підпільної партії — Демократична дія — Ромуло Бетанкур 1959 року став президентом Венесуели. За його правління почалась громадянська війна. Беззаперечний лідер повстання 23 січня, керівник Патріотичної хунти Фабрісіо Охеда 1962 року став організатором партизанського руху проти Бетанкура, а 21 червня 1966 року був убитий офіцерами військової розвідки в тюремній камері.

## Пам'ять
- Після падіння диктатури житловий район ім. 2 грудня (ісп. Urbanización dos de diciembre) отримав нову назву — імені 23 січня (ісп. Urbanización día 23 de enero)[11].
- В останні роки 23 січня відзначається у Венесуелі як Національний день демократії (ісп. Día Nacional de la Democracia). За ініціативою Єдиної соціалістичної партії Венесуели в столиці проходять масові демонстрації, які завершуються мітингом на площі Мовчання за участю президента Уго Чавеса[17][18].

## Оцінка Уго Чавеса
В одному зі своїх виступів чинний президент Венесуели Уго Чавес надав Повстанню 23 січня та його підсумкам таку оцінку:
|  | Дух того, що було покликано стати добою, більше того, ерою щастя й політичної стабільності для нашої нації, було зраджено та, у світлі цього, як політичні спадкоємці дня, який ми сьогодні відзначаємо, ми можемо переконатись, що цей народний порив було використано для того, щоб задовольнити підступні інтереси класу політиків, який невдовзі показав свою суть: Лакея імперіалізму! Нині, підбиваючи підсумки, ми можемо сказати, що нам шкода усвідомлювати, що такий патріотичний порив було знищено та зраджено заради того, щоб по-лакейському поділити владу. |